# トラヴィス・ルター
トラヴィス・ルター（Travis Lutter、1973年5月12日 - ）は、アメリカ合衆国サウスダコタ州チェンバレン出身の男性総合格闘家。ライオンズ・デン・ダラス所属。ブラジリアン柔術黒帯。元HOOKnSHOOT世界ライトヘビー級王者。TUF 4ミドル級優勝。

## 来歴
ブラジリアン柔術を学び、1998年に総合格闘技デビュー。
2002年5月25日、HOOKnSHOOT世界ライトヘビー級王座決定戦でクリス・モンセンと対戦し、チョークスリーパーで一本勝ちを収め王座獲得に成功した。
2002年9月21日、HOOKnSHOOT世界ライトヘビー級タイトルマッチでホルヘ・リベラと対戦し、パウンドでTKO負けを喫し王座陥落した。
2003年10月11日、国際グレイシー柔術連盟主催のグラップリングの8人制トーナメント大会「Ultimate Submission Showdown」に出場。準決勝でヒーロン・グレイシーに12-1でポイント勝ち、決勝でもデビッド・アヴェランに13-1のポイント勝ちし、優勝を果たした。
2004年10月22日、UFC初参戦となったUFC 50でマービン・イーストマンと対戦し、右ストレートでKO勝ち。
2006年8月、リアリティ番組「The Ultimate Fighter」のシーズン4に「チーム・ノー・ラヴ」の一員として参加。11月11日のフィナーレでパトリック・コーテを腕ひしぎ十字固めで破り、ミドル級トーナメント優勝。アンデウソン・シウバの持つミドル級タイトルへの挑戦権を獲得した。
2007年2月3日、UFC 67でアンデウソン・シウバと対戦し、三角絞めの体勢から肘打ちの連打を受け、タップアウト負け。当初はミドル級タイトルマッチとなる予定であったが、ルターの体重超過によりノンタイトル戦へ変更された。

## 戦績

### 総合格闘技
| 総合格闘技 戦績 | 総合格闘技 戦績 | 総合格闘技 戦績 | 総合格闘技 戦績 | 総合格闘技 戦績 | 総合格闘技 戦績 | 総合格闘技 戦績 |
| --------------- | --------------- | --------------- | --------------- | --------------- | --------------- | --------------- |
| 16 試合         | (T)KO           | 一本            | 判定            | その他          | 引き分け        | 無効試合        |
| 10 勝           | 1               | 7               | 2               | 0               | 0               | 0               |
| 6 敗            | 3               | 2               | 1               | 0               | 0               | 0               |

| 勝敗 | 対戦相手                     | 試合結果                           | 大会名                                                        | 開催年月日     |
| ×    | ハファエル・ナタル           | 1R 4:12 KO（パンチ連打）           | Moosin: God of Martial Arts                                   | 2010年5月21日  |
| ○    | ジェイソン・マクドナルド     | 5分3R終了 判定3-0                  | MFC 22: Payoff                                                | 2009年10月2日  |
| ×    | リッチ・フランクリン         | 2R 3:01 TKO（パウンド）            | UFC 83: Serra vs. St-Pierre 2                                 | 2008年4月19日  |
| ×    | アンデウソン・シウバ         | 2R 2:11 三角絞め                   | UFC 67: All or Nothing                                        | 2007年2月3日   |
| ○    | パトリック・コーテ           | 1R 2:18 腕ひしぎ十字固め           | The Ultimate Fighter 4 Finale 【ミドル級トーナメント 決勝】   | 2006年11月11日 |
| ○    | セドリック・マークス         | 1R 1:15 腕ひしぎ十字固め           | International Freestyle Fighting 1                            | 2006年5月6日   |
| ○    | ペレ                         | 1R 4:00 腕ひしぎ十字固め           | Cage Rage 15: Adrenalin Rush                                  | 2006年2月4日   |
| ×    | トレヴァー・プラングリー     | 5分3R終了 判定0-3                  | UFC 54: Boiling Point                                         | 2005年8月20日  |
| ○    | マット・エウィン             | 1R 1:40 V1アームロック             | Cage Rage 12: The Real Deal                                   | 2005年7月2日   |
| ×    | マット・リンドランド         | 2R 3:13 フロントチョーク           | UFC 52: Couture vs. Liddell 2                                 | 2005年4月16日  |
| ○    | マービン・イーストマン       | 2R 0:43 KO（右ストレート）         | UFC 50: The War of '04                                        | 2004年10月22日 |
| ○    | グルゼゴルツ・ジャクボウスキ | 1R 3:23 チキンウィングアームロック | EVT 2: Hazard                                                 | 2004年4月4日   |
| ○    | マーク・エプスタイン         | 2R 2:45 チョークスリーパー         | EVT 1: Genesis                                                | 2003年12月6日  |
| ×    | ホルヘ・リベラ               | 3R 3:46 TKO（パウンド）            | USMMA 2: Ring of Fury 【HnS世界ライトヘビー級タイトルマッチ】 | 2002年9月21日  |
| ○    | クリス・モンセン             | 1R 0:45 チョークスリーパー         | HOOKnSHOOT: Relentless 【HnS世界ライトヘビー級王座決定戦】    | 2002年5月25日  |
| ○    | ジェームス・クーパー         | 判定                               | Power Ring Warriors                                           | 1998年11月7日  |

### グラップリング
| 勝敗 | 対戦相手           | 試合結果             | 大会名                         | 開催年月日    |
| ×    | サウロ・ヒベイロ   | 10分終了 ポイント0-2 | ADCC 2001 【88kg未満級 1回戦】 | 2001年4月11日 |
| ×    | ロドリゴ・メデイロ | 10分終了 ポイント0-1 | ADCC 2000 【88kg未満級 1回戦】 | 2000年3月1日  |

## 獲得タイトル
- サンアントニオ柔術オープン ヘビー級 優勝（1997年）
- 全米柔術選手権 ヘビー級 優勝（1998年）
- テキサス州柔術選手権 ヘビー級 優勝（1998年）
- テキサス州柔術オープン ヘビー級 優勝（1999年）
- 初代HOOKnSHOOT世界ライトヘビー級王座（2002年）
- Ultimate Submission Showdown 優勝（2003年）
- The Ultimate Fighter 4 ミドル級トーナメント 優勝（2006年）